# 貝勒醫學院
貝勒醫學院（英語：Baylor College of Medicine）是美國的一所私立醫學院，被認為是全美最傑出的醫學院之一。它位於德克薩斯州的休士頓，位於著名的德克薩斯醫學中心裡面。

## 历史
該校1900年原成立於達拉斯，為達拉斯大學醫學部，三年後依附於Waco的貝勒大學，后於1943年搬移到休士頓。1969年，贝勒医学院脱离贝勒大学，現在與貝勒大學是屬於兩個不同的學校。

## 排名
貝勒醫學院是全美少數資金超過十億美金的學校之一，在USNEWS全美醫學院排名當中，貝勒醫學院於醫學研究項目排在全美第十，臨床治療排在第十一，博士班排名二十二。全美能夠在醫學院，治療部和生物研究三方面均進入前10%的機構僅有4家：貝勒醫學院、杜克大學、加州大學舊金山分校以及華盛頓大學。貝勒醫學院的研究強項在發育生物學，細胞生物學，心血管疾病以及幹細胞研究。